# Bogdánd község
Bogdánd község (románul: Comuna Bogdand) község Szatmár megyében, Romániában. Központja Bogdánd, beosztott falvai Bábca, Szilágykorond, Szér.

## Népessége
A 2011-es népszámlálás adatai alapján a község népessége 2872 fő volt.